# ロシア地域開発省
ロシア連邦地域開発省（ロシアれんぽうちいきかいはつしょう、地域発展省、ロシア語: Министерство регионального развития Российской Федерации、通称：ミンレギオン、ロシア語: Минрегион）は、かつて存在したロシアの中央省庁のひとつである。
2004年9月13日、ロシア連邦大統領令により設置。ロシア連邦における社会経済開発の実施、ロシア連邦政府とロシア連邦構成体の連邦・国家関係、地方政治、国境を越えた協力、北極およびその周辺の開発、少数民族や先住民族の権利、コミュニティやライフスタイルの保護を担当した。
2014年9月8日、ウラジーミル・プーチン大統領は同省を廃止とする執行命令に署名した。同省の有していた機能はロシア経済発展省、財務省、司法省、文化省、ロシア建設住宅省へと引き継がれた。

## 組織

### 歴代大臣
| 代 | 肖像 | 氏名                                                      | 内閣                                                     | 在任期間                       |
| -- | ---- | --------------------------------------------------------- | -------------------------------------------------------- | ------------------------------ |
| 1  |      | ウラジーミル・ヤコブレフ                                  | 第2次ミハイル・フラトコフ内閣                            | 2004年9月14日 – 2007年9月24日  |
| 2  |      | ドミトリー・コザク                                        | ヴィクトル・ズプコフ内閣 第2次ウラジーミル・プーチン内閣 | 2007年9月14日 – 2008年10月14日 |
| 3  |      | ヴィクトル・バサルギン                                    | 第2次ウラジーミル・プーチン内閣                          | 2008年10月15日 – 2012年4月28日 |
| -  |      | ウラジーミル・トカレフ （代行）                           | 第2次ウラジーミル・プーチン内閣                          | 2012年4月28日 – 2012年5月21日  |
| 4  |      | オレグ・ゴヴォルン                                        | 第1次ドミートリー・メドヴェージェフ内閣                  | 2012年5月21日 – 2012年10月17日 |
| 5  |      | イーゴリ・スリュニャーエフ （退任後に姓をアルビンへ改名） | 第1次ドミートリー・メドヴェージェフ内閣                  | 2012年10月17日 – 2014年9月8日  |

### 中央部局
ロシア連邦地域開発省には、本省に以下の部局（Департамент）が設置されていた。
- 事業調整局
- 法務支援局
- 公務組織事務局
- 予算投資計画局
- 財務国家計画会計局
- 戦略開発・国家空間計画政策局
- 国家計画委任権限履行監督局
- 国際関係・地域間開発・越境協力局
- ロシア連邦投資計画・目的特別開発計画局
- 国家民族間分野政策局
- ロシア連邦地方政府連邦構成主体開発・活動範囲評価局
- ロシア連邦連邦管区地域開発省地域間本部

### 2014年廃止時点の中央部局
- 事業調整局
- 組織事業管理局
- 戦略開発・公共政策・空間計画局
- 国家民族間分野政策局
- ロシア連邦投資計画・目的特別開発計画局
- ロシア連邦地方政府連邦構成主体開発・活動範囲評価局
- 財務国家計画会計局
- 国家分野計画調整局
- オリンピック準備調整局
- 国家建設建築分野政策局
- 住宅政策・住宅共同サービス局
- 情報資源・情報化局
- 法務支援局
- 北カフカス連邦管区地域間行政局
- 南部連邦管区地域間行政局
- 沿ヴォルガ連邦管区地域間行政局
- 北西連邦管区地域間行政局
- 中央連邦管区地域間行政局

## 前身
- ロシア連邦地域政策省（1998年 - 1999年）
- ロシア連邦連邦関係・民族担当省（1999年 - 2000年）
- ロシア連邦連邦関係・民族移民政策担当省（2000年 - 2001年）